# José Lorenzo
José Luis Lorenzo (...) è un ex calciatore uruguaiano, di ruolo centrocampista.

## Carriera

### Club
Ha giocato nella massima serie dei campionati uruguaiano.

### Nazionale
Ha giocato 4 partite con Nazionale uruguaiana, prendendo parte alla Copa América 1975.